# Fondation Pablo Iglesias
La fondation Pablo Iglesias (en espagnol : Fundación Pablo Iglesias) est une institution culturelle et historique espagnole destinée à diffuser la pensée socialiste, créée en 1926 par plusieurs membres du syndicat UGT et du Parti socialiste ouvrier espagnol (PSOE).
Elle porte le nom de Pablo Iglesias (1850-1925), fondateur du PSOE.

## Histoire
Sa création a lieu à l'occasion du premier anniversaire de la mort de Pablo Iglesias, fondateur des organisations socialistes espagnoles. Pendant la dictature franquiste, son fonds documentaire et ses archives sont déplacés, protégés et préservés en France où sont exilés ses dirigeants, ainsi qu'à une moindre échelle au Royaume-Uni, au Mexique et en  Argentine. 
En 1977, pendant la transition démocratique, le fonds est rapatrié en Espagne.

## Présentation
La fondation développe son travail par des activités culturelles (conférences, colloques, expositions, séminaires internationaux.
Le centre de documentation est riche de plus de deux millions de documents de l'histoire du PSOE et de l'UGT. Les archives d'autres organisations, telles les Commissions Ouvrières, les Jeunesses socialistes unifiées et la Ligue communiste révolutionnaire y sont conservées. Les documents personnels des dirigeants de la gauche espagnole, comme Indalecio Prieto, Francisco Largo Caballero, Luis Araquistáin et Tomás Meabe, y sont valorisés.
Un fonds photographique de la guerre d'Espagne, une bibliothèque de plus de 50 000 ouvrages et une hémérothèque de plus de 8 000 exemplaires de presse le complète. 

## Galerie

Fondation Pablo Iglesias
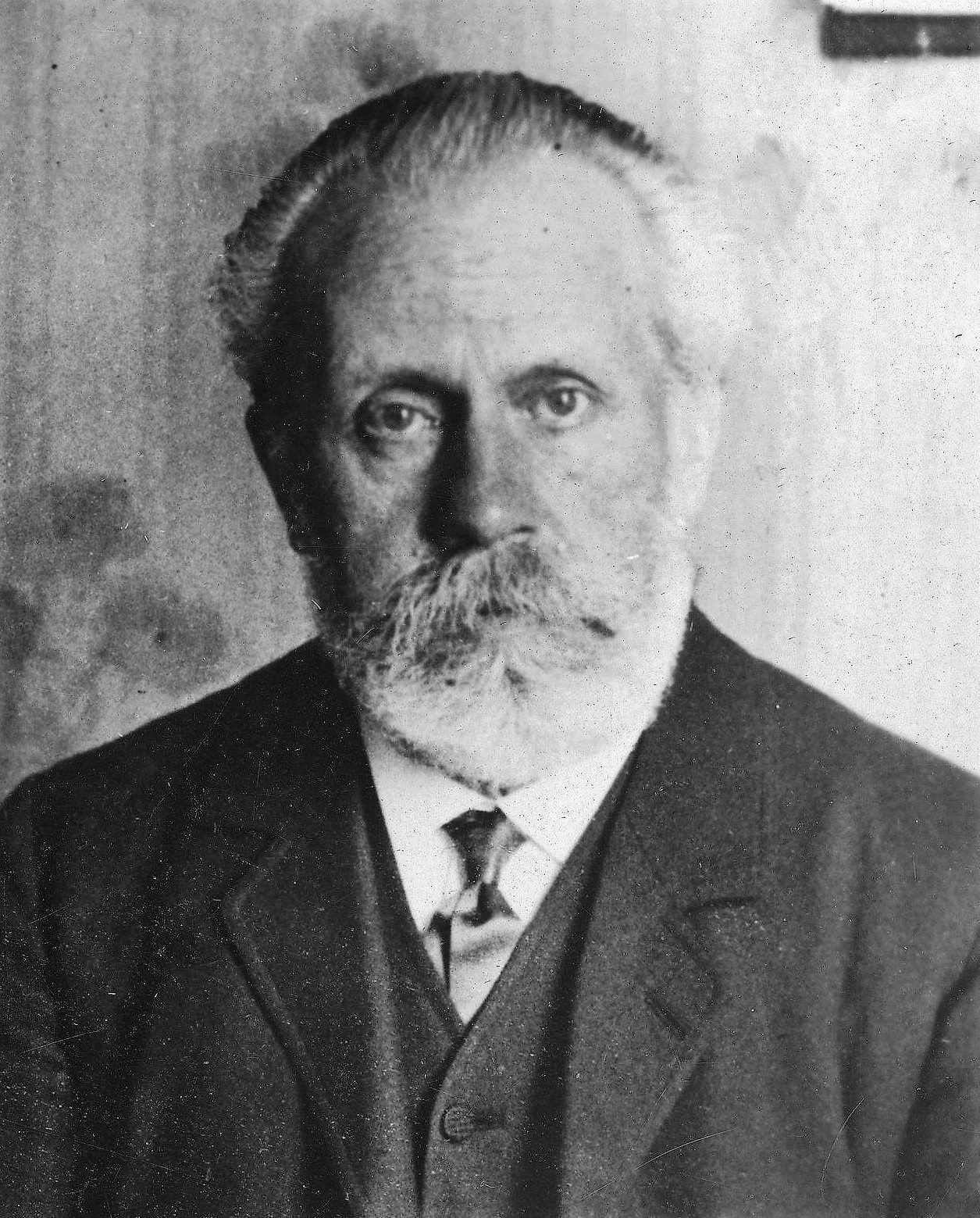
L'homme politique Pablo Iglesias.
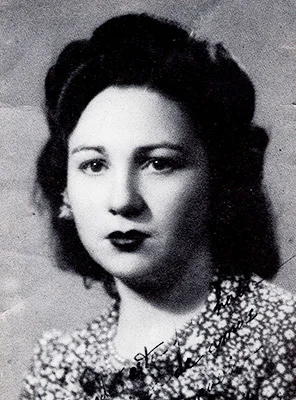
Portrait d'Ángeles Flórez Peón, dernière milicienne socialiste vivante de la guerre d'Espagne, archive conservée par le fonds photographique de la fondation Pablo Iglesias.